# Faustignamptus tropicus
Faustignamptus tropicus là một loài bọ cánh cứng trong họ Rhynchitidae. Loài này được Kirsch miêu tả khoa học năm 1874.